# Вулиця Академіка Корольова (станція монорейки)
55°49′18″ пн. ш. 37°37′37″ сх. д. / 55.82167° пн. ш. 37.62694° сх. д.
Вулиця Академіка Корольова — станція Московської монорейки. Розташована між станціями «Телецентр» та «Виставковий центр», на території Останкінського району Північно-Східного адміністративного округу міста Москви.

## Технічна характеристика
Конструкція станції — естакадна закрита з двома береговими платформами.

## Вестибулі і пересадки
Над платформами є ще один поверх, на якому розташовано розподільний вестибюль, а внизу під станцією прокладено лінію трамвая. До вестибюля ведуть сходи і 2 нитки здвоєних ескалаторів.
Вихід на вулицю Академіка Корольова. Пересадка на автобуси № М9, 15, 311, 379, Т13; тролейбуси № 36, 73; трамваї № 11, 17, 25. За 800 метрах від станції розташовано південний вхід ВДНГ.